# Tennishandschoen

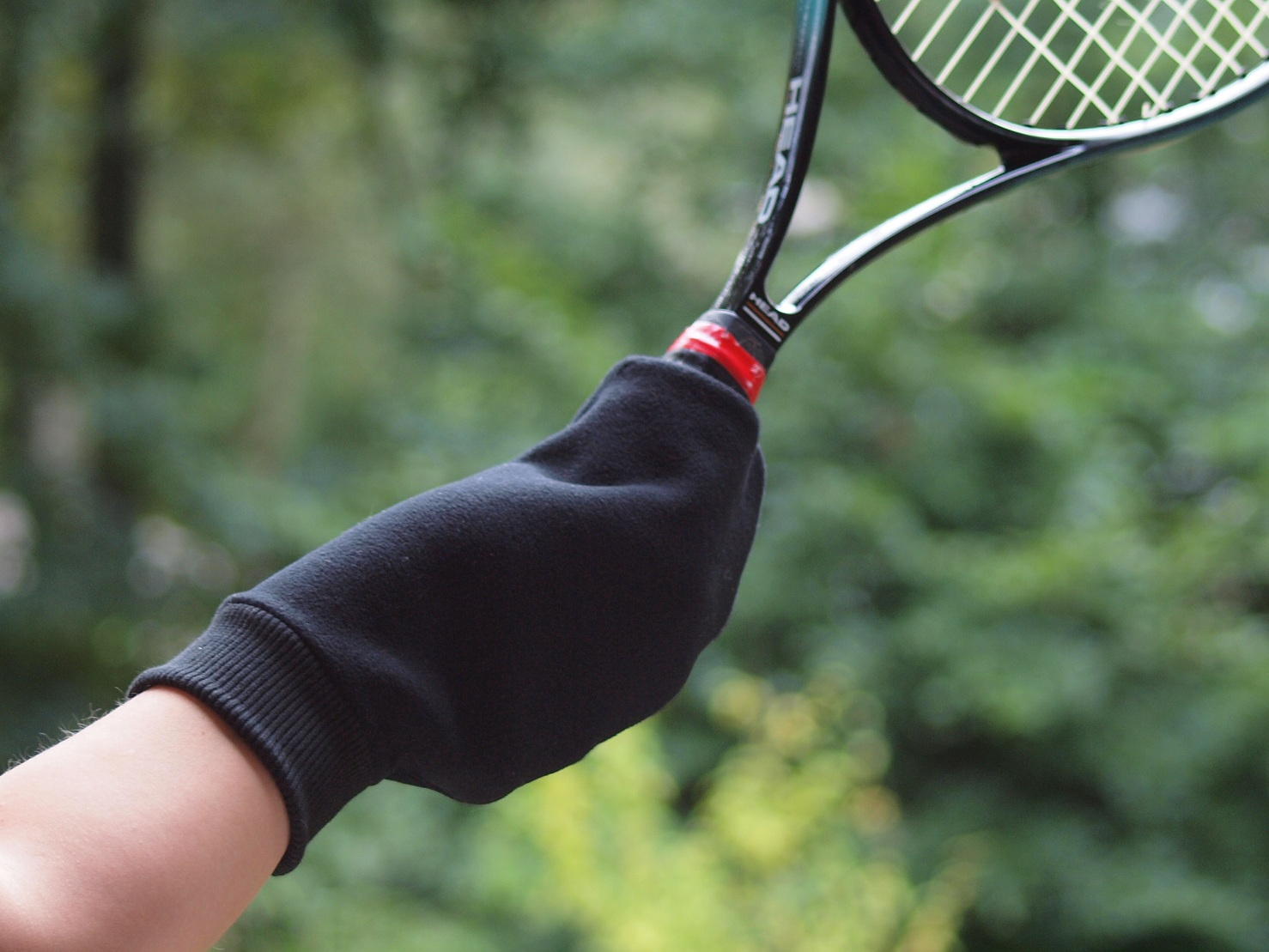
tennishandschoen in want-vorm

Een tennishandschoen is een handschoen die gebruikt wordt bij het beoefenen van tennis op een buitenbaan gedurende koude periodes.
Bij het gebruik van een gewone handschoen kan de speler de grip op het racket verliezen. Bij gebruik van de tennishandschoen heeft de gebruiker meer grip en is tegelijkertijd beschermd tegen de kou.
In tegenstelling tot een gewone handschoen wordt de tennishandschoen niet standaard per paar, maar per stuk verkocht en gebruikt. Aan de andere hand wordt een 'gewone' handschoen gebruikt.
Veel varianten hebben een "want"-vorm waarbij de hand direct om het racket wordt gehouden en het racket via een gat boven in de want eruit steekt.
Tennishandschoenen worden ook geadviseerd voor sporters die snel blaren op hun hand ontwikkelen vanwege de wrijving van het racket op de huid.